# ジョゼフ・キッティンジャー

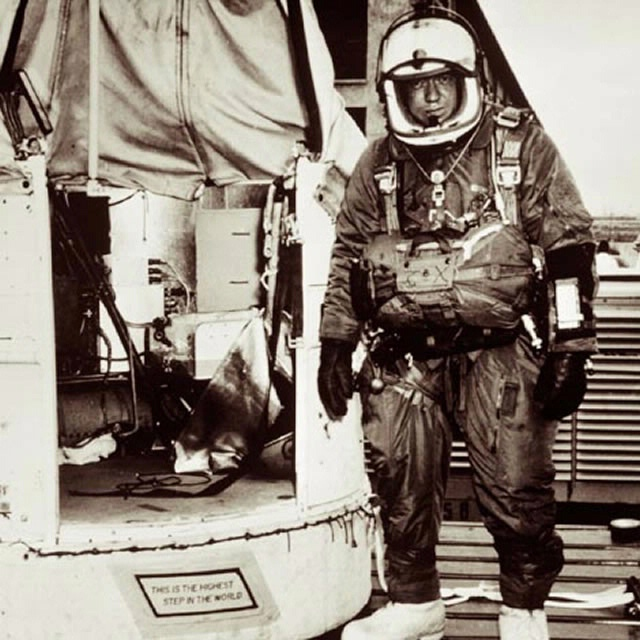
エクセルシオのゴンドラの横に立つキッティンジャー

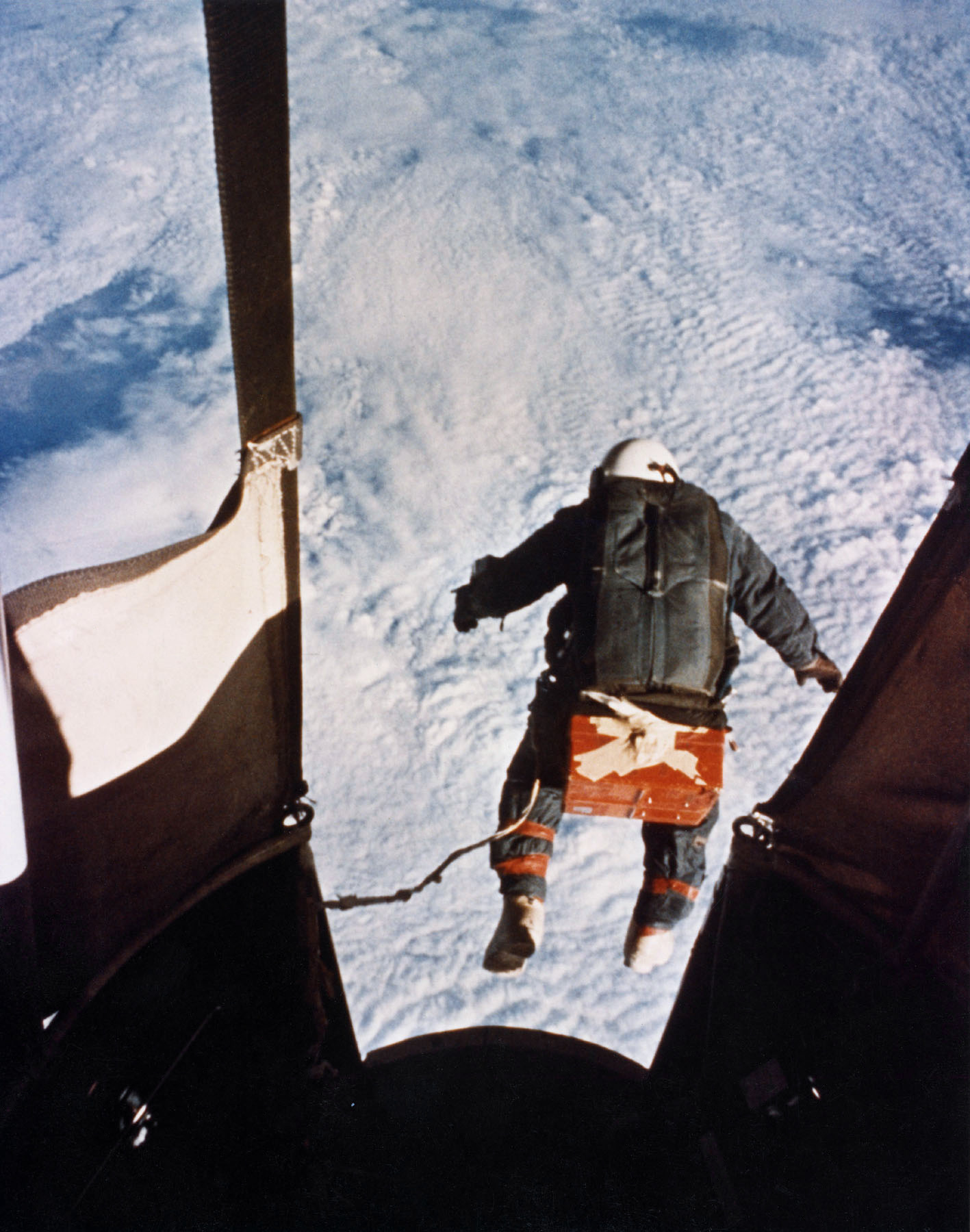
キッティンジャーの記録的ダイブ

ジョゼフ・ウィリアム・キッティンジャー2世（英語: Joseph William Kittinger II, 1928年7月27日 - 2022年12月9日）は、アメリカ空軍の職業軍人パイロット。プロジェクト・マンハイおよびプロジェクト・エクセルシオに参加したことと、ガス気球による最初の単独大西洋横断飛行を行ったことで有名。ベトナム戦争には戦闘機パイロットとして従軍し、撃墜されて11ヶ月を北ベトナムの捕虜収容所で過ごした。

## 生い立ちおよび初期の軍歴
キッティンジャーはフロリダ州タンパで生まれ、フロリダ大学に入学した。ティーンエイジャーの頃はモーターボートレースに参加していた。1949年3月にアメリカ空軍に入隊し、航空士官候補生課程を1950年3月に終えると、パイロット資格を取得して少尉に任官した。その後、西ドイツのラムシュタイン空軍基地の第86戦闘爆撃航空団に赴任し、F-84サンダージェットとF-86セイバーに搭乗した。
キッティンジャーは1954年に、ニューメキシコ州ホロマン空軍基地にある空軍ミサイル開発センター（AFMDC）に転属した。彼はここで1955年に、航空医官ジョン・ポール・スタップ大佐が搭乗して時速632マイル（1,011 km/h）で地上走行するロケットスレッドを空中から追尾・観察した。キッティンジャーはスタップの宇宙医学の先駆者としての献身とリーダーシップに強い印象を受けたが、一方、スタップもキッティンジャーの卓越した操縦技術に感銘を受けており、後に彼を宇宙関連の航空研究事業に推薦することとなった。スタップは高高度における気球試験を推進する役割を持っていたが、それが後にキッティンジャーの10万2,000フィート（31,000 m）以上からの記録的なジャンプにつながることになった。1957年、「プロジェクト・マンハイ」の一環である「マンハイI」として、キッティンジャーは96,760フィート（29,500 m）の仮の気球高度記録を樹立し、これにより1回目の空軍殊勲十字章を受けた。

## プロジェクト・エクセルシオ
キッティンジャー大尉はオハイオ州デイトンのライト・パターソン空軍基地の航空宇宙医療調査研究所に配属され、そこで高高度緊急脱出の研究を目的とする「プロジェクト・エクセルシオ」（これはスタップ大佐が命名した）の一環として、巨大なヘリウム気球に吊られた開放式ゴンドラからの超高空パラシュート降下を3回行った。
キッティンジャーの1回目の超高空ジャンプは1959年11月16日に高度およそ23,300 mから行われたが、器材の故障により意識を失い、危うく惨事となるところだった。彼の命を救ったのは装備していた自動開傘器であった（このときキッティンジャーは毎分およそ120回の水平回転に入り、彼の四肢には重力の22倍以上のGが加わった。そしてこれも一つの記録となった）。同年12月11日、彼は再び約22,760 mからジャンプを行った。これによりキッティンジャーは「レオ・スティーヴンス・パラシュート・メダル」を授与された。
1960年8月16日、彼は「エクセルシオIII」から、高度10万2,800フィート（31,330 m）の最後のジャンプを行った。このときは初期姿勢制御のために小型のドローグ・シュートを使用した。彼は4分36秒間落下し、高度18,000フィート（5,500 m）でパラシュートが開くまでに最大速度は毎時614マイル（988 km/h、毎秒274 m）に達した。このとき、上昇の途中で故障していた右の手袋の加圧のために、彼の右手は通常の2倍にまで腫れ上がった。このジャンプにおいて、キッティンジャーは、気球による上昇高度、パラシュート降下高度、ドローグ落下時間（4分）、空中で乗り物に乗らずに人間が出した速度など、数々の最高記録を打ち立てた。しかしこれらは国際航空連盟（FAI）には航空宇宙の世界記録として提出されず、アメリカ空軍内の記録にとどまっている。
これらのジャンプは、スカイダイビングでは一般的な、顔を下にした姿勢ではなく、背中を下にする「ロッキングチェア」姿勢で行われた。それは彼が60ポンドの装備を背中に装着しており、また、着用した与圧服が膨らんだときは自然に飛行機のコックピット内に座った姿勢になるからであった。この一連のジャンプによって、キッティンジャーは2回目の空軍殊勲十字章を授与され、また、アイゼンハワー大統領からハーモン・トロフィーを授けられた。

## プロジェクト・スターゲイザー
ホロマン空軍基地に戻ったキッティンジャーは、1962年12月の13日から14日にかけて行われた「プロジェクト・スターゲイザー」に参加した。彼と天文学者ウィリアム・C・ホワイトは、およそ82,200フィート（25,050 m）の高度に、科学器材で詰まった開放式ゴンドラを下げたヘリウム気球で上昇し、そこで18時間以上を費やして天文観察を行った。

## その後の軍歴
キッティンジャーはベトナム戦争に3回にわたって従軍し、合計483回の飛行任務をこなした。1回目と2回目の従軍のときは、ダグラスA-26インヴェーダーおよび「オンマーク・エンジニアリング」改良型のB-26「カウンター・インヴェーダー」の機長として、ファーム・ゲート計画およびビッグ・イーグル計画に参加した。2回の任務を終えて帰国した後、彼は直ちにマクダネル・ダグラスF-4ファントムIIに機種転換した。志願して行った1971年から翌年に掛けての3回目のベトナム従軍では、彼はF-4D ファントムIIに搭乗し、第555戦術戦闘飛行隊（555TFS、「トリプル・ニッケル」として有名な部隊）を指揮した。その後、第432戦術偵察航空団の副司令としても勤務した。この期間中、北ベトナムのミグ21を撃墜する戦果を挙げている。
キッティンジャーは3回目の従軍期間が終わろうとする直前の1972年5月11日に撃墜された。キッティンジャー中佐は戦術士ウィリアム・J・ライク中尉とともにF-4D（シリアル66-0230）に搭乗し、1機のミグ21戦闘機と戦いながら、北ベトナムのタイ・グエン村北西およそ5マイルの地点を飛行していた。キッティンジャーとその編隊機はミグ21を追っていたが、キッティンジャー機の右翼に空対空ミサイルが当たり、機は損傷を受けて炎上した。キッティンジャーとライクは脱出したが、すぐにタイ・グエンから数マイルのところで捕らえられ、ハノイ市に連行された。彼らが追っていたミグ21はそのすぐ後にキッティンジャーの僚機であったS・E・ニコルズ大尉の機に撃墜された。
キッティンジャーとライクは捕虜として「ハノイ・ヒルトン」収容所で11ヵ月を過ごした。キッティンジャーはそこの新しい（1969年以後に捕らえられた）捕虜の最先任士官であり、ジョン・D・シャーウッドの本（"Fast Movers"）によれば、彼はそのリーダーシップについて捕虜仲間と対立していたということである。彼は、捕虜にさらなる拷問が加えられるような事態を避けるため、血の気の多い下級士官を自らの指揮権の下にとどめておこうとした。キッティンジャーは捕虜居住区域に着いてすぐに「ロープの拷問」を経験しており、そのことが彼にずっと影響を与えていた。キッティンジャーとライクは1973年3月28日にアメリカの手に戻され、空軍での勤務を続けた。キッティンジャーはその後まもなく大佐に昇進した。

## 退役後の経歴

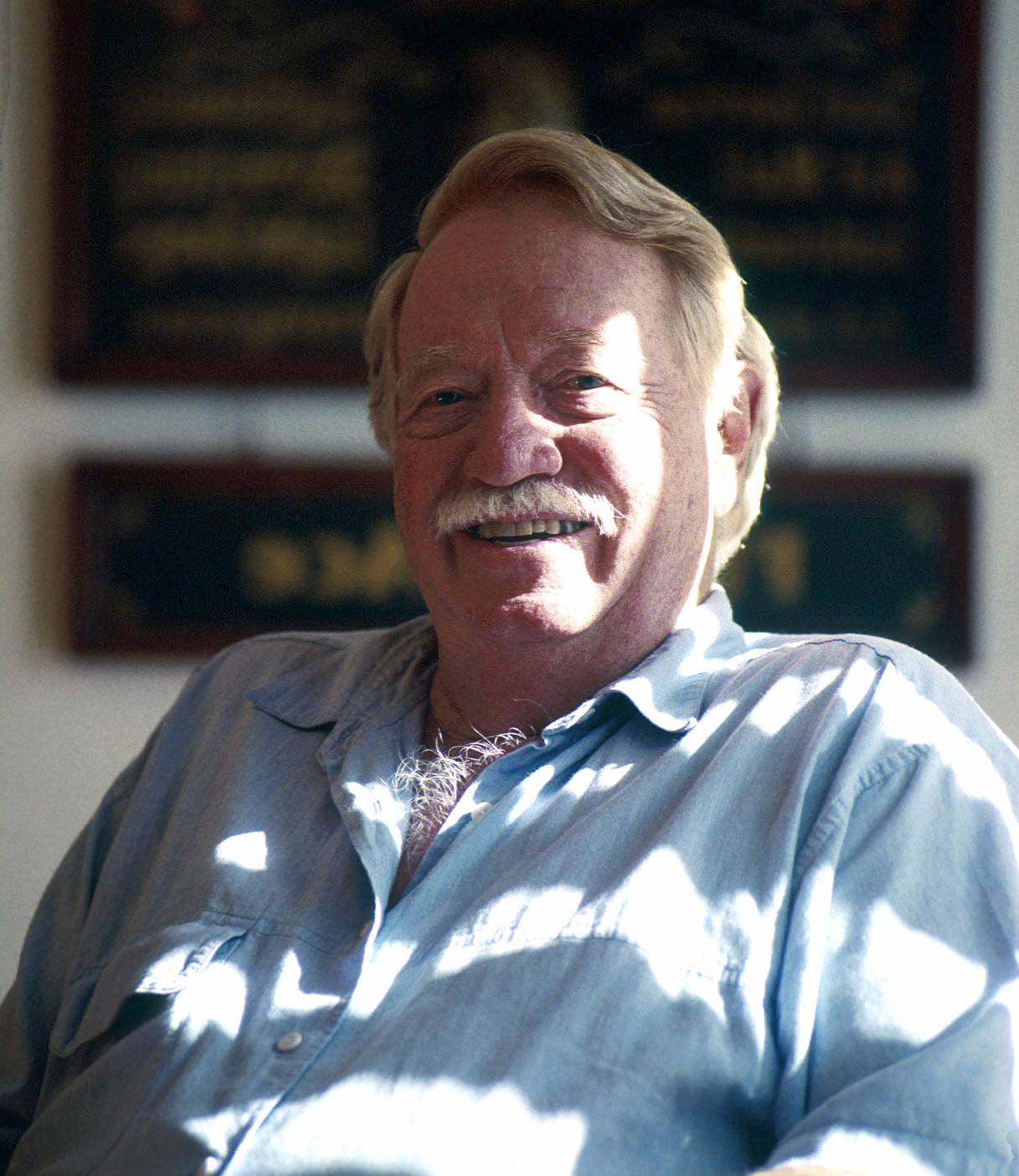
1999年のキッティンジャー

キッティンジャーは1978年に大佐の階級で空軍を退役した。そして最初に、フロリダ州オーランドのマーティン・マリエッタ社で働いた。
その後もキッティンジャーの気球への関心は消えておらず、1983年にはガス気球の長距離世界記録を樹立し、1984年には、9月14日から18日にかけて、容積3,000 m3 の「ロージー・オグラディ・オブ・ザ・バルーン」号で最初の気球による単独大西洋横断飛行を行った。この飛行距離5,703.03 kmは、AA-10級の記録として、2008年12月現在でもFAI公認のガス気球最長飛行距離記録である。彼は、またゴードン・ベネット杯気球レース（Gordon Bennett Cup in ballooning）にも参加し、1989年には第3位、1994年には第12位となった。
キッティンジャーはオーランドで、ロージー・オグラディ飛行サーカスの飛行演技担当副社長として、コンサルタント兼巡回飛行演技者として航空の世界で活動していた。
2012年、成層圏からジャンプするレッドブル・ストラトスでプロジェクトアドバイザーを務めた。

## 顕彰
1990年代半ばには、グレーター・オーランド飛行協会（GOAA）によって、フロリダ州オーランドにジョー・キッティンジャー大佐公園が造られた。場所はオーランド・エグゼクティブ空港（KORL）の南西隅に当たる。しかしこのキッティンジャーの名を付けた航空テーマパークは、フロリダ州のハイウェイ（フロリダ州道408号東西高速道）拡張計画のために閉鎖された。2008年8月現在、公園の名残は記念プレートを飾ったスタンドだけである。公園は現在、建設器材置き場として用いられている。
オーランド市とオンタリオ＝オレンジ郡高速道路局は、州道408号線整備計画の隣接区間部分が2009年に完工したら、同じか、すぐ近くの場所にキッティンジャー公園を復元する計画を立てている。市当局の考えでは、公園にアメリカ空軍のF-4ファントムII戦闘機（キッティンジャー大佐機の塗装を施したもの）を支柱に固定した形で置くとしている。キッティンジャーはまた、メイン州カリブー市からも表彰され、同市の150年祭式典の主賓として招かれた。
1997年、キッティンジャーはオハイオ州デイトンの全米航空殿堂に殿堂入りした。
2007年1月23日、アメリカ空軍の支援組織である民間航空パトロール(CAP)は、テキサス航空団のTX-352飛行隊をキッティンジャーを記念してその名を取ったものに改名した。テキサス州議会の特別決議に基づいてキッティンジャーと妻シェリーが献呈式に招待され、そこでテキサス州知事リック・ペリーが彼の業績を称えた。CAPテキサス航空団の「カーネル・ジョゼフ・W・キッティンジャー・ファントム上級飛行隊」は、オースティン・バーグストロム国際空港（当時はバーグストロム空軍基地）を基地にしている。
プロジェクト・マンハイとプロジェクト・エクセルシオの気球カプセルと、最高高度からのジャンプで使用した与圧服は、オハイオ州デイトンのライト・パターソン空軍基地にある国立アメリカ空軍博物館に展示されている。2008年4月6日には、国立航空宇宙博物館において、キッティンジャーの最高高度からの気球ジャンプを取り上げる特別展示が行われた。

## 参照
1. ↑  “Joseph Kittinger, Air Force veteran who set longtime parachute record, dies” (英語).   stars and stripes (2022年12月9日). 2022年12月11日閲覧。
2. ↑   Fact Sheets : Col. Joseph Kittinger Jr. National Museum of the USAF
3. ↑   Life magazine, August 29, 1960
4. ↑  20-Year Journey for 15-Minute Fall - NYTimes.com
5. ↑  Joseph W. Kittinger - USAF Museum Gathering of Eagles
6. ↑  https://archive.is/20120719034021/http://www.af.mil/information/heritage/person.asp?dec=&pid=123006518
7. ↑  Vietnam Air Losses, Chris Hobson, Midland Publishing, Hinckley UK, c2001, p.226, ISBN 1-85780-115-6/
8. ↑  AA-06級のガス気球による飛行距離3,221.23 kmの世界記録。この記録はその後破られている。
9. ↑  “人類の歴史に新たな一歩が刻まれる『Red Bull Stratos』が成功！｜成層圏｜世界新記録”. Red Bull (2022年11月1日). 2024年1月7日閲覧。

- Joseph Kittinger.  The Long, Lonely Leap. （1961年、自伝）
- Gregory P. Kennedy. Touching Space: the story of Project Manhigh. （Schiffer, 2007年）
- The Pre-Astronauts: Manned Ballooning on the Threshold of Space. （Naval Institute, 1995年）

### キッティンジャーに関する記事
- http://www.time.com/time/magazine/article/0,9171,939169,00.html
- USAF People, Colonel Joe Kittinger Jr.
- USAF Museum Fact Sheet
- Overview of his life for Centennial of Flight
- Airman Quarterly (Magazine of America's Air Force) article "Leap of Faith"
- Forbes article "Adventurer: One Giant Step"
- Forbes article "Above His Peers"
- Radio Free Europe/Radio Liberty article "Aviation Pioneer Recognized For Parachute Jump From Edge Of Space"

### 技術情報
- Details of his Big Jump from a stratospheric balloon in 1960
- Details of the MANHIGH-I mission that take him to the stratosphere in 1957
- Details of the STARGAZER mission that take him along with William C. White to the stratosphere in 1962
- Speed of a Skydiver (Terminal Velocity)
- "Ask a Rocket Scientist" article about jump, future attempts, and the science behind it.

### 映像
- ビデオ: 宇宙最初の男 - 世界の縁からのダイビング - ウェイバックマシン（2006年3月14日アーカイブ分）
- テスト飛行のための飛行服を着用するジョゼフ・キッティンジャー - ウェイバックマシン（2011年6月4日アーカイブ分） （23分、音声なし）